# Llaneras de Toa Baja 2019
Questa voce raccoglie le informazioni riguardanti le Llaneras de Toa Baja nella stagione 2019.

## Organigramma societario
Area direttiva
- Presidente: Marcos Martínez

Area tecnica
- Allenatore: David Alemán

## Rosa
| N° | Nome             | Ruolo | Data di nascita   | Nazionalità sportiva |
| -- | ---------------- | ----- | ----------------- | -------------------- |
| 1  | Natalia Valentín | P     | 12 settembre 1989 | Porto Rico           |
| 2  | María Reyes      | S     | 1º settembre 1991 | Porto Rico           |
| 3  | Valeria León     | L     | 21 novembre 1995  | Porto Rico           |
| 4  | Janeliss Torres  | C     | 9 luglio 1991     | Porto Rico           |
| 5  | Myrlena López    | C     | 29 novembre 1985  | Porto Rico           |
| 6  | Yeaneska Matos   | S     | 29 aprile 1996    | Porto Rico           |
| 7  | Génesis Collazo  | S/O   | 4 ottobre 1992    | Porto Rico           |
| 8  | Nayka Benítez    | L     | 8 febbraio 1989   | Porto Rico           |
| 9  | Nicole Cruz      | C     | 15 agosto 1995    | Porto Rico           |
| 10 | Jizzyan Gesualdo | P     | 19 luglio 1994    | Porto Rico           |
| 11 | Yamari Padilla   | P     | 10 maggio ?       | Porto Rico           |
| 12 | Dulce Téllez     | C     | 12 settembre 1983 | Porto Rico           |
| 13 | Kanisha Jiménez  | S     | 28 novembre 1995  | Porto Rico           |
| 15 | Ania Ruiz        | S/O   | 7 novembre 1982   | Porto Rico           |

## Mercato
| Acquisti | Acquisti         | Acquisti      | Acquisti   |
| R.       | Nome             | da            | Modalità   |
| -------- | ---------------- | ------------- | ---------- |
| S        | María Reyes      | -             | definitivo |
| L        | Valeria León     | -             | definitivo |
| C        | Myrlena López    | -             | definitivo |
| S        | Yeaneska Matos   | -             | definitivo |
| O        | Génesis Collazo  | -             | definitivo |
| L        | Nayka Benítez    | -             | definitivo |
| C        | Nicole Cruz      | -             | definitivo |
| P        | Jizzyan Gesualdo | -             | definitivo |
| P        | Yamari Padilla   | -             | definitivo |
| C        | Dulce Téllez     | -             | definitivo |
| S        | Kanisha Jiménez  | Tennessee     | definitivo |
| S/O      | Ania Ruiz        | -             | definitivo |
| P        | Natalia Valentín | Saint-Raphaël | definitivo |
| C        | Janeliss Torres  | -             | definitivo |

| Cessioni | Cessioni        | Cessioni | Cessioni   |
| R.       | Nome            | a        | Modalità   |
| -------- | --------------- | -------- | ---------- |
| C        | Janeliss Torres | -        | definitivo |

## Risultati

### LVSF

#### Regular season
| 1ª giornata - 24 gennaio 2019 Coliseo Antonio R. Barceló, Toa Baja          | Llaneras de Toa Baja      | 3 - 1 | Amazonas de Trujillo Alto | 25-14, 19-25, 25-17, 25-15        |
| 2ª giornata - 30 gennaio 2019 Coliseo Antonio R. Barceló, Toa Baja          | Llaneras de Toa Baja      | 0 - 3 | Criollas de Caguas        | 22-25, 18-25, 23-25               |
| 3ª giornata - 1º febbraio 2019 Coliseo Rafael Amalbert, Juncos              | Valencianas de Juncos     | 1 - 3 | Llaneras de Toa Baja      | 25-21, 26-28, 26-28, 15-25        |
| 4ª giornata - 7 febbraio 2019 Coliseo Antonio R. Barceló, Toa Baja          | Llaneras de Toa Baja      | 3 - 2 | Polluelas de Aibonito     | 25-19, 24-26, 29-27, 15-25, 15-11 |
| 5ª giornata - 10 febbraio 2019 Coliseo Antonio R. Barceló, Toa Baja         | Llaneras de Toa Baja      | 1 - 3 | Changas de Naranjito      | 25-21, 17-25, 16-25, 23-25        |
| 6ª giornata - 13 febbraio 2019 Coliseo Rubén Zayas Montañez, Trujillo Alto  | Polluelas de Aibonito     | 1 - 3 | Llaneras de Toa Baja      | 15-25, 25-21, 19-25, 10-25        |
| 7ª giornata - 15 febbraio 2019 Coliseo Antonio R. Barceló, Toa Baja         | Llaneras de Toa Baja      | 3 - 0 | Valencianas de Juncos     | 27-25, 25-20, 25-18               |
| 8ª giornata - 21 febbraio 2019 Coliseo Roger L. Mendoza, Caguas             | Criollas de Caguas        | 3 - 0 | Llaneras de Toa Baja      | 25-16, 25-23, 25-14               |
| 9ª giornata - 23 febbraio 2019 Coliseo Antonio R. Barceló, Toa Baja         | Llaneras de Toa Baja      | 2 - 3 | Indias de Mayagüez        | 25-23, 21-25, 25-23, 20-25, 12-15 |
| 10ª giornata - 24 febbraio 2019 Coliseo Rubén Zayas Montañez, Trujillo Alto | Amazonas de Trujillo Alto | 3 - 2 | Llaneras de Toa Baja      | 25-18, 21-25, 22-25, 25-16, 15-9  |
| 11ª giornata - 27 febbraio 2019 Coliseo Antonio R. Barceló, Toa Baja        | Llaneras de Toa Baja      | 0 - 3 | Amazonas de Trujillo Alto | 21-25, 15-25, 22-25               |
| 12ª giornata - 2 marzo 2019 Palacio de Recreación y Deportes, Mayagüez      | Indias de Mayagüez        | 3 - 0 | Llaneras de Toa Baja      | 25-19, 27-25, 25-11               |
| 13ª giornata - 3 marzo 2019 Coliseo Antonio R. Barceló, Toa Baja            | Llaneras de Toa Baja      | 0 - 3 | Criollas de Caguas        | 17-25, 20-25, 20-25               |
| 14ª giornata - 9 marzo 2019 Coliseo Rafael Amalbert, Juncos                 | Valencianas de Juncos     | 3 - 1 | Llaneras de Toa Baja      | 25-21, 25-23, 22-25, 30-28        |
| 15ª giornata - 10 marzo 2019 Coliseo Antonio R. Barceló, Toa Baja           | Llaneras de Toa Baja      | 3 - 1 | Polluelas de Aibonito     | 25-22, 25-21, 17-25, 25-21        |
| 16ª giornata - 15 marzo 2019 Coliseo Gelito Ortega, Naranjito               | Changas de Naranjito      | 3 - 1 | Llaneras de Toa Baja      | 19-25, 25-20, 25-20, 25-18        |
| 17ª giornata - 17 marzo 2019 Coliseo Antonio R. Barceló, Toa Baja           | Llaneras de Toa Baja      | 1 - 3 | Changas de Naranjito      | 27-25, 21-25, 21-25, 20-25        |
| 18ª giornata - 22 marzo 2019 Coliseo Rafael Amalbert, Juncos                | Polluelas de Aibonito     | 2 - 3 | Llaneras de Toa Baja      | 21-25, 25-23, 25-20, 13-25, 13-15 |
| 19ª giornata - 24 marzo 2019 Coliseo Antonio R. Barceló, Toa Baja           | Llaneras de Toa Baja      | 3 - 0 | Valencianas de Juncos     | 25-16, 25-20, 25-22               |
| 20ª giornata - 29 marzo 2019 Coliseo Roger L. Mendoza, Caguas               | Criollas de Caguas        | 3 - 0 | Llaneras de Toa Baja      | 25-23, 25-19, 25-11               |
| 21ª giornata - 30 marzo 2019 Coliseo Antonio R. Barceló, Toa Baja           | Llaneras de Toa Baja      | 2 - 3 | Indias de Mayagüez        | 25-15, 20-25, 13-25, 25-18, 13-15 |
| 22ª giornata - 3 aprile 2019 Coliseo Rubén Zayas Montañez, Trujillo Alto    | Amazonas de Trujillo Alto | 1 - 3 | Llaneras de Toa Baja      | 20-25, 26-28, 25-22, 22-25        |
| 23ª giornata - 5 aprile 2019 Coliseo Gelito Ortega, Naranjito               | Changas de Naranjito      | 3 - 0 | Llaneras de Toa Baja      | 25-14, 25-19, 25-18               |
| 24ª giornata - 7 aprile 2019 Palacio de Recreación y Deportes, Mayagüez     | Indias de Mayagüez        | 3 - 1 | Llaneras de Toa Baja      | 25-18, 24-26, 25-20, 25-20        |

#### Play-off
| Quarti di finale (gara 1) - 10 aprile 2019 Coliseo Antonio R. Barceló, Toa Baja        | Llaneras de Toa Baja      | 0 - 3 | Criollas de Caguas        | 23-25, 22-25, 19-25               |
| Quarti di finale (gara 3) - 13 aprile 2019 Coliseo Roger L. Mendoza, Caguas            | Criollas de Caguas        | 3 - 1 | Llaneras de Toa Baja      | 25-23, 30-28, 19-25, 25-21        |
| Quarti di finale (gara 4) - 14 aprile 2019 Coliseo Rubén Zayas Montañez, Trujillo Alto | Amazonas de Trujillo Alto | 0 - 3 | Llaneras de Toa Baja      | 9-25, 13-25, 20-25                |
| Quarti di finale (gara 6) - 18 aprile 2019 Coliseo Antonio R. Barceló, Toa Baja        | Llaneras de Toa Baja      | 3 - 1 | Amazonas de Trujillo Alto | 25-21, 23-25, 25-23, 25-22        |
| Semifinali (gara 1) - 23 aprile 2019 Coliseo Gelito Ortega, Naranjito                  | Changas de Naranjito      | 2 - 3 | Llaneras de Toa Baja      | 25-20, 25-27, 25-22, 23-25, 12-15 |
| Semifinali (gara 2) - 25 aprile 2019 Coliseo Antonio R. Barceló, Toa Baja              | Llaneras de Toa Baja      | 0 - 3 | Changas de Naranjito      | 21-25, 14-25, 32-34               |
| Semifinali (gara 3) - 26 aprile 2019 Coliseo Gelito Ortega, Naranjito                  | Changas de Naranjito      | 3 - 0 | Llaneras de Toa Baja      | 25-14, 25-23, 25-13               |
| Semifinali (gara 4) - 28 aprile 2019 Coliseo Antonio R. Barceló, Toa Baja              | Llaneras de Toa Baja      | 3 - 0 | Changas de Naranjito      | 25-17, 25-21, 25-20               |
| Semifinali (gara 5) - 30 aprile 2019 Coliseo Gelito Ortega, Naranjito                  | Changas de Naranjito      | 3 - 1 | Llaneras de Toa Baja      | 25-11, 22-25, 27-25, 25-22        |
| Semifinali (gara 6) - 4 aprile 2019 Coliseo Antonio R. Barceló, Toa Baja               | Llaneras de Toa Baja      | 0 - 3 | Changas de Naranjito      | 21-25, 20-25, 10-25               |

## Statistiche

### Statistiche di squadra
| Competizione | Punti | In casa | In casa | In casa | In trasferta | In trasferta | In trasferta | Totale | Totale | Totale |
| Competizione | Punti | G       | V       | P       | G            | V            | P            | G      | V      | P      |
| ------------ | ----- | ------- | ------- | ------- | ------------ | ------------ | ------------ | ------ | ------ | ------ |
| LVSF         | 29    | 17      | 7       | 10      | 17           | 6            | 11           | 34     | 13     | 21     |
| Totale       | -     | 17      | 7       | 10      | 17           | 6            | 11           | 34     | 13     | 21     |

G = partite giocate; V = partite vinte; P = partite perse